# Phasmoneura exigua
Phasmoneura exigua är en trollsländeart som först beskrevs av Selys 1886.  Phasmoneura exigua ingår i släktet Phasmoneura och familjen Protoneuridae. Inga underarter finns listade i Catalogue of Life.